# Йохан Хайнрих Шулц
Йохан Хайнрих Шулц (на немски: Johann Heinrich Schulze) е германски професор.

## Научна дейност
Шулц е най-известен с откритието, че някои соли на среброто, най-вече сребърен хлорид и сребърен нитрат, потъмняват в присъствието на светлина, както и за използването на тези ефекти да улови временни фотографски изображения. В експеримент, проведен през 1724 г. той установява, че смес от сребро и тебешир отразява по-малко светлина, отколкото чисто сребро. Въпреки че откритието му не осигурява условия за запазване на изображението, то дава основата за по-нататъшна работа, която довежда до създаването на фотографията.

## Творчество
- Scotophorus pro phosphoro inventus: seu experimentum curiosum de effectu radiorum solarium. In: Bibliotheca Novissima observationum et recensionum. Ed. J. Chr. Franck, Sectio V, Nr. VII. Halae Magdeburgicae 1719, S. 234–240
- Scotophorus pro phosphoro inventus, seu experimentum curiosum de effectu radiorum solarium. In: Acta physico-medica, Leopoldina Band 1, 1727, S. 528-532
- Historia medicinae. A rerum initio ad annum urbis Romae DXXXV deducta; acced. tabulae aeneae, chronologica et indices copiosi / studio Io. Monath, Lipsiae 1728
- Johann Heinrich Schultzens Abhandlung von der Stein-Chur durch innerliche Artzeneyen überhaupt und insonderheit von der neulich bekannt gewordenen Englischen. Franckfurt 1740
- Joh. Heinr. Schulzens chemische Versuche. Waysenhaus, Halle 1745
- Io. Henrici Schulzii theses de materia medica. Herausgeber: Christoph Strumpff. Halae: Orphanotropheus, 1746

## За него
- Josef Maria Eder, Quellenschriften zu den frühesten Anfängen der Photographie bis zum XVIII. Jahrhundert. Halle a. d. Saale: Knapp 1913, S. 97-104
- Josef Maria Eder, Johann Heinrich Schulze. Wien: K. K. Graphische Lehr- und Versuchsanstalt 1917
- Wolfram Kaiser, Arina Völker, Johann Heinrich Schulze (1687—1744). Wissenschaftliche Beiträge der Martin-Luther-Universität Halle-Wittenberg 1980/45. Halle (Saale): Abt. Wissenschaftspublizistik der Martin-Luther-Universität 1980